# Amstel (rivier)

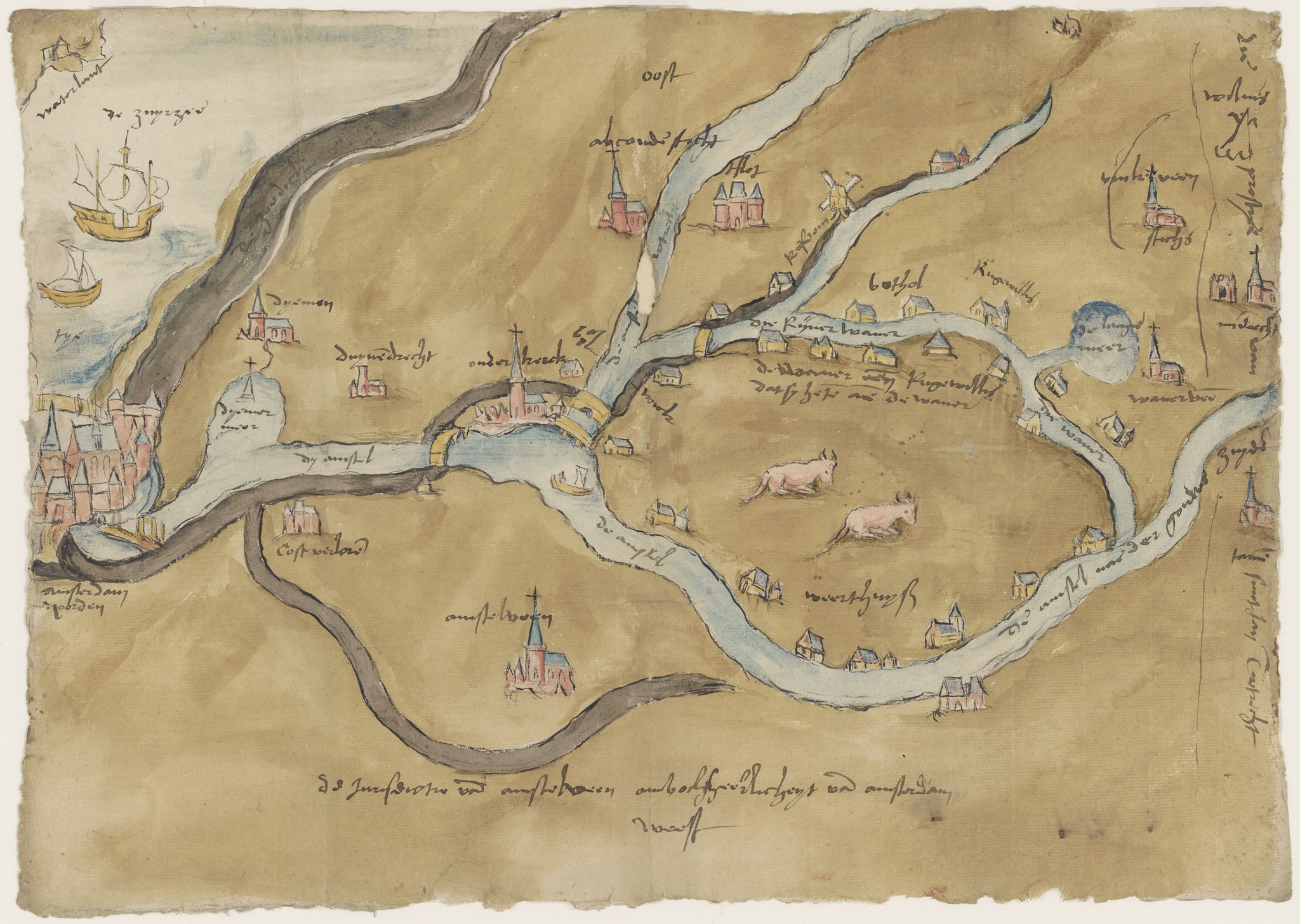
Kaart van het noordelijke stroomgebied van de Amstel: linksonder Amsterdam, linksboven de Zuiderzee en Waterland, in het midden Ouderkerk aan de Amstel, rechtsboven Mijdrecht; 1555.

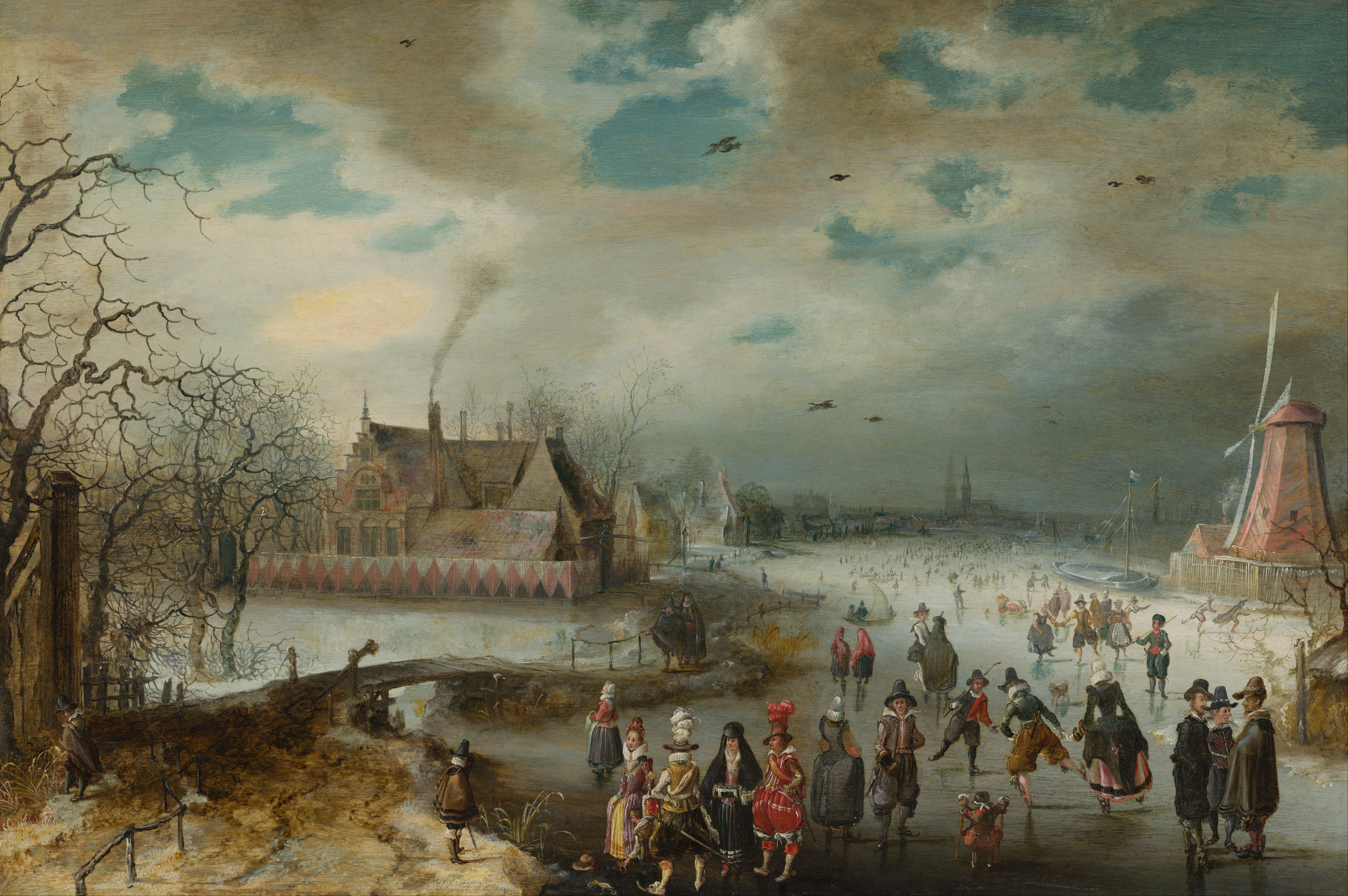
Schaatsers op de bevroren Amstel. Adam van Breen; 1611.

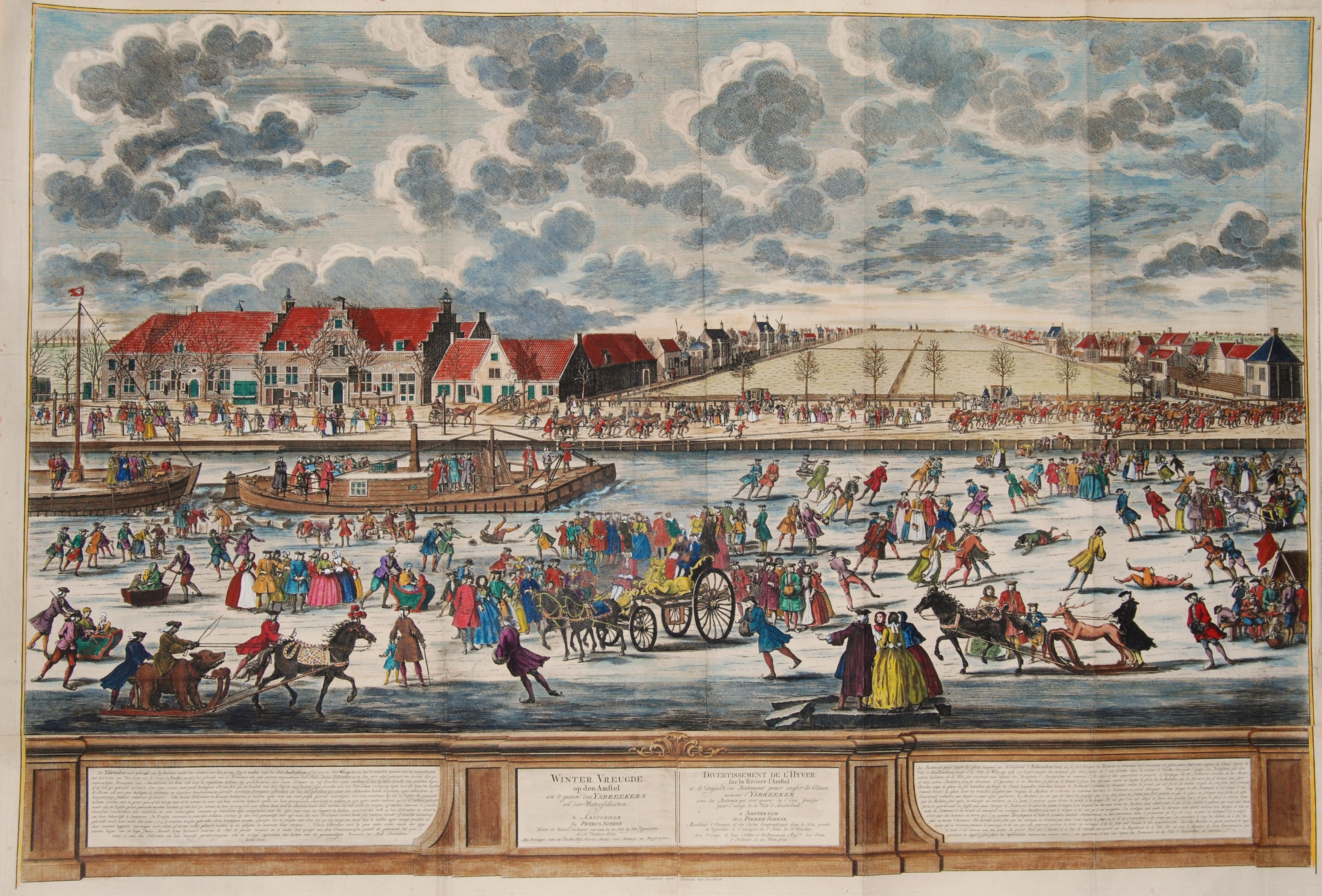
De ijsbreker op de Amstel, ter hoogte van het huidige café De Ysbreeker aan de Weesperzijde, op een prent van Pieter Schenk uit 1746

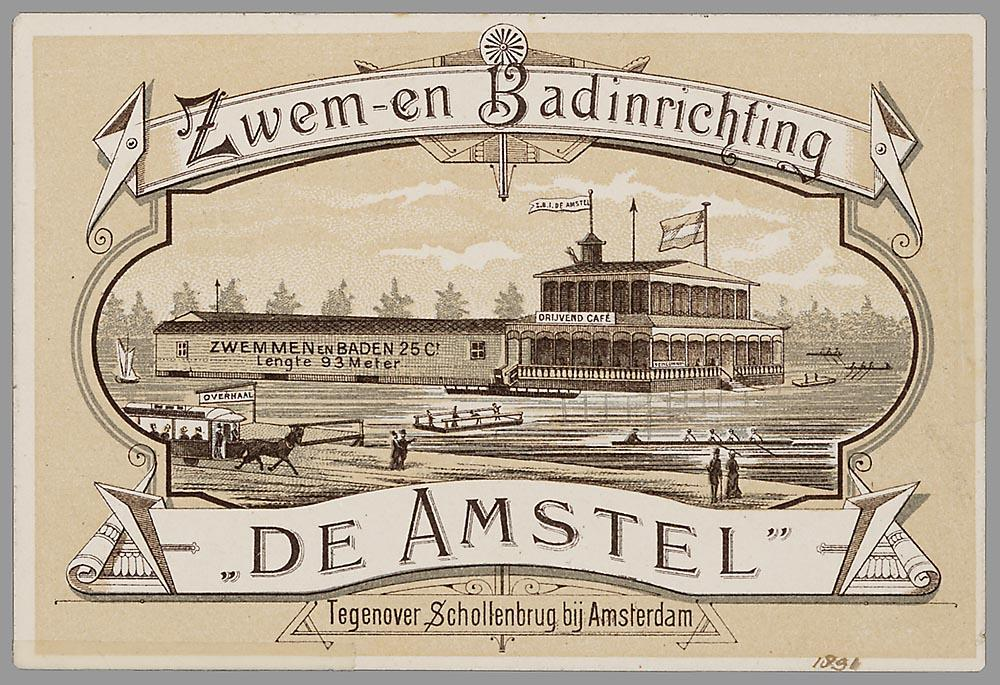
Zwem- en Badinrichting De Amstel, tegenover de Schollenbrug

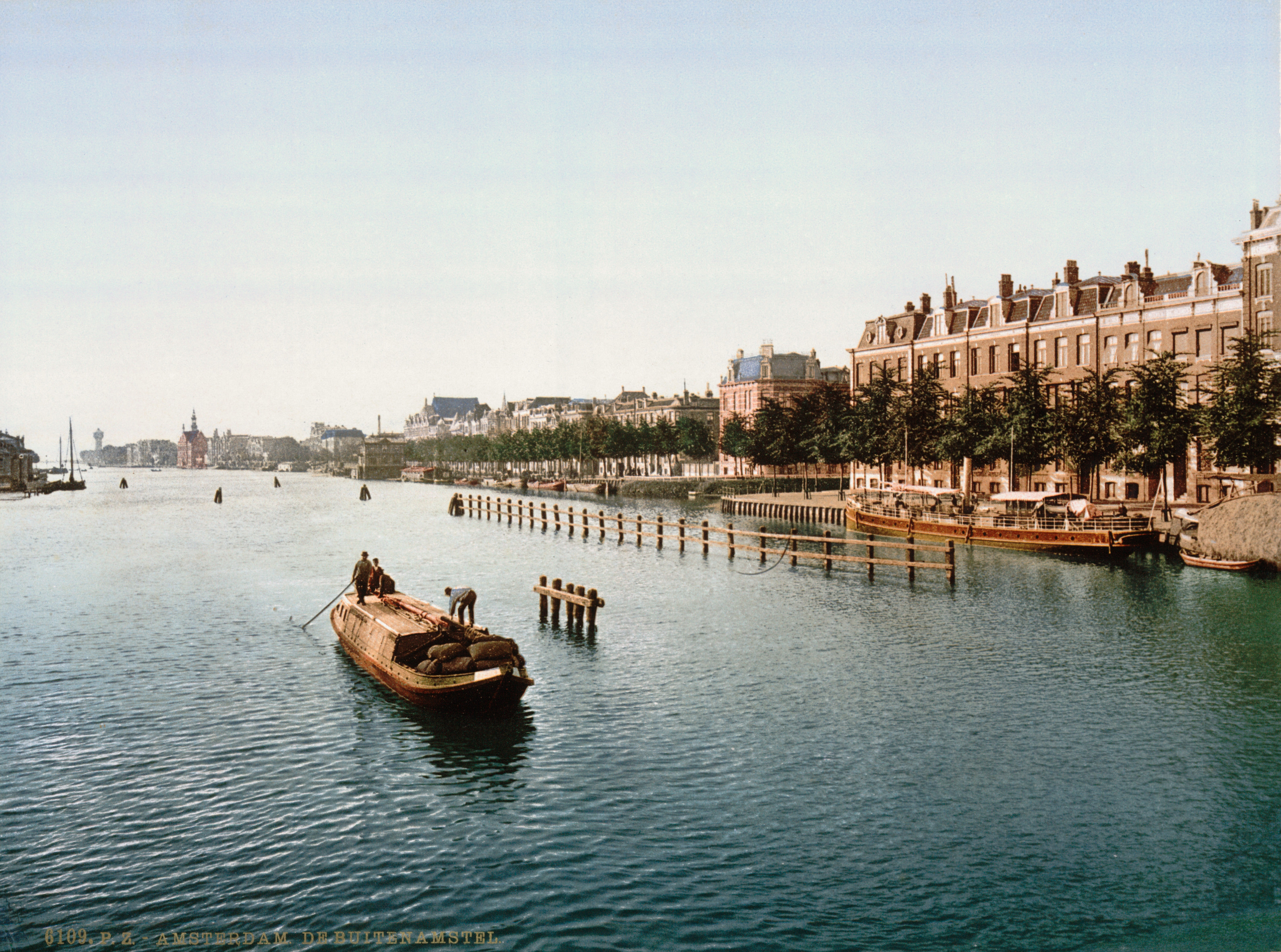
De Amstel gezien in zuidelijke richting vanaf de Hogesluis, omstreeks 1900

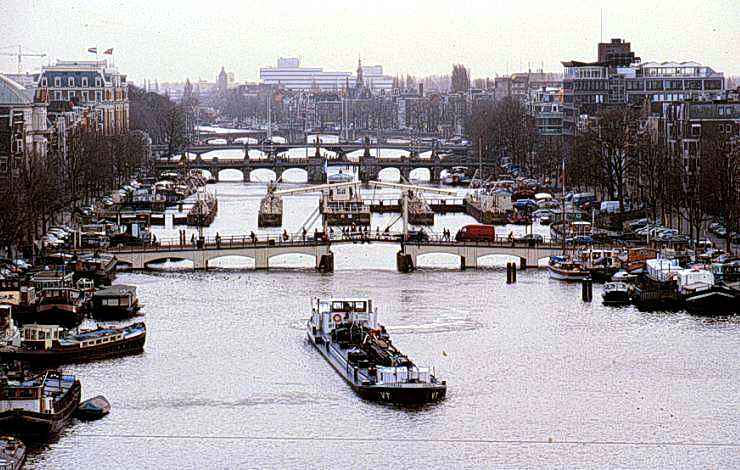
Amstel met Magere Brug.

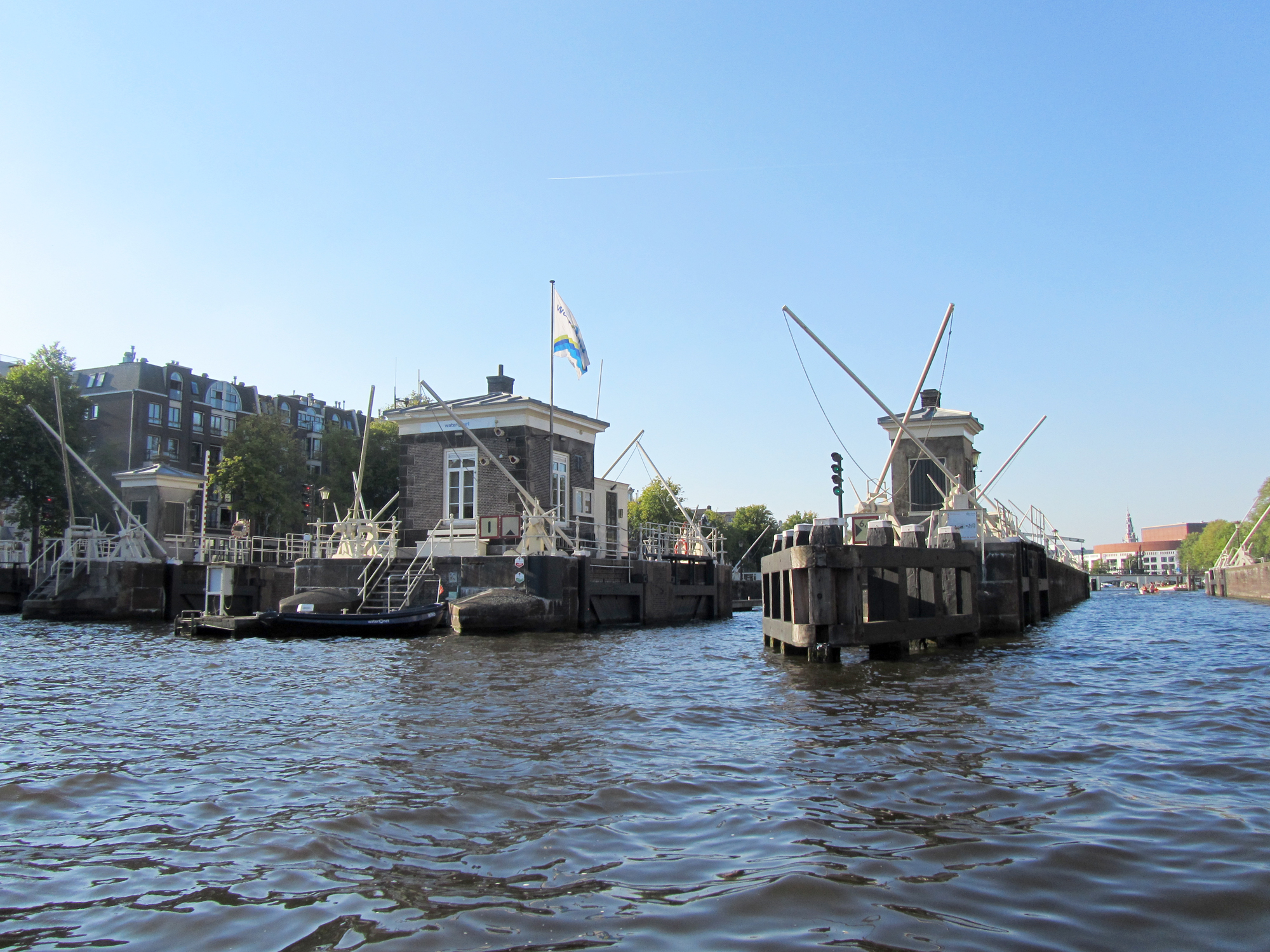
De Amstelsluizen ter hoogte van Theater Carré.

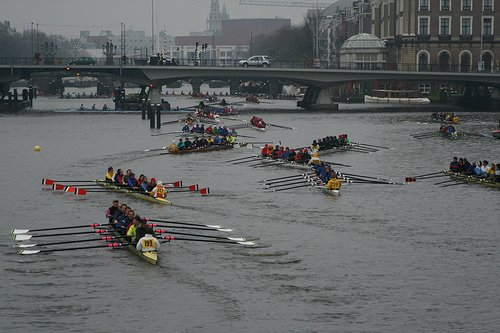
Roeien op de Amstel: Achten wachten op de start van de Head of the River Amstel.

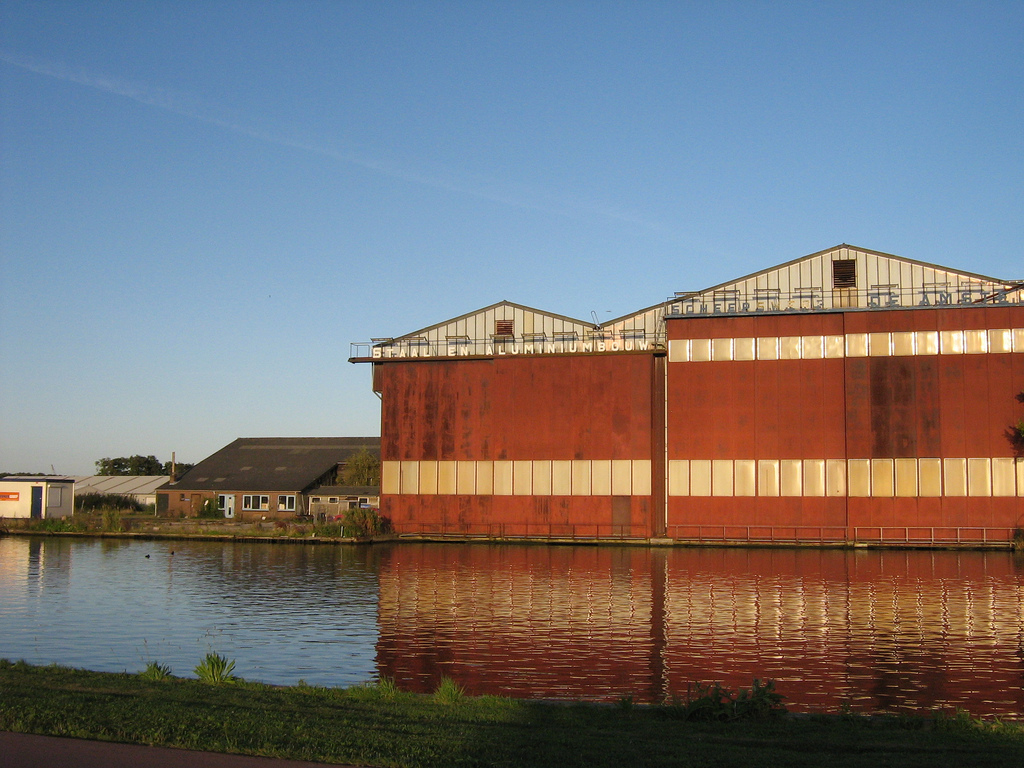
De inmiddels gesloopte Scheepswerf 'de Amstel' op het Amsteleiland, ten zuiden van Ouderkerk aan de Amstel in 2009

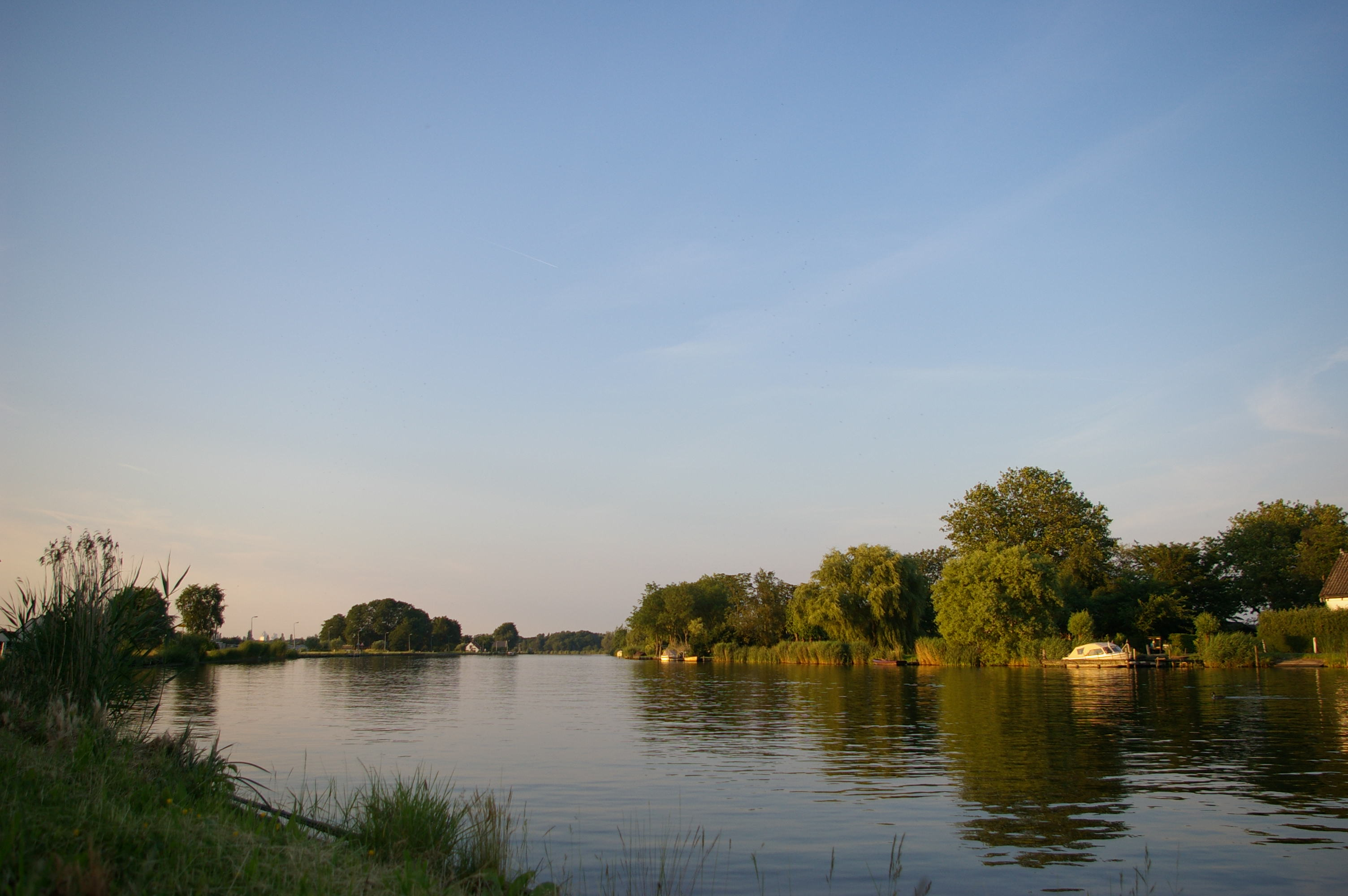
De Amstel bij Nes aan de Amstel

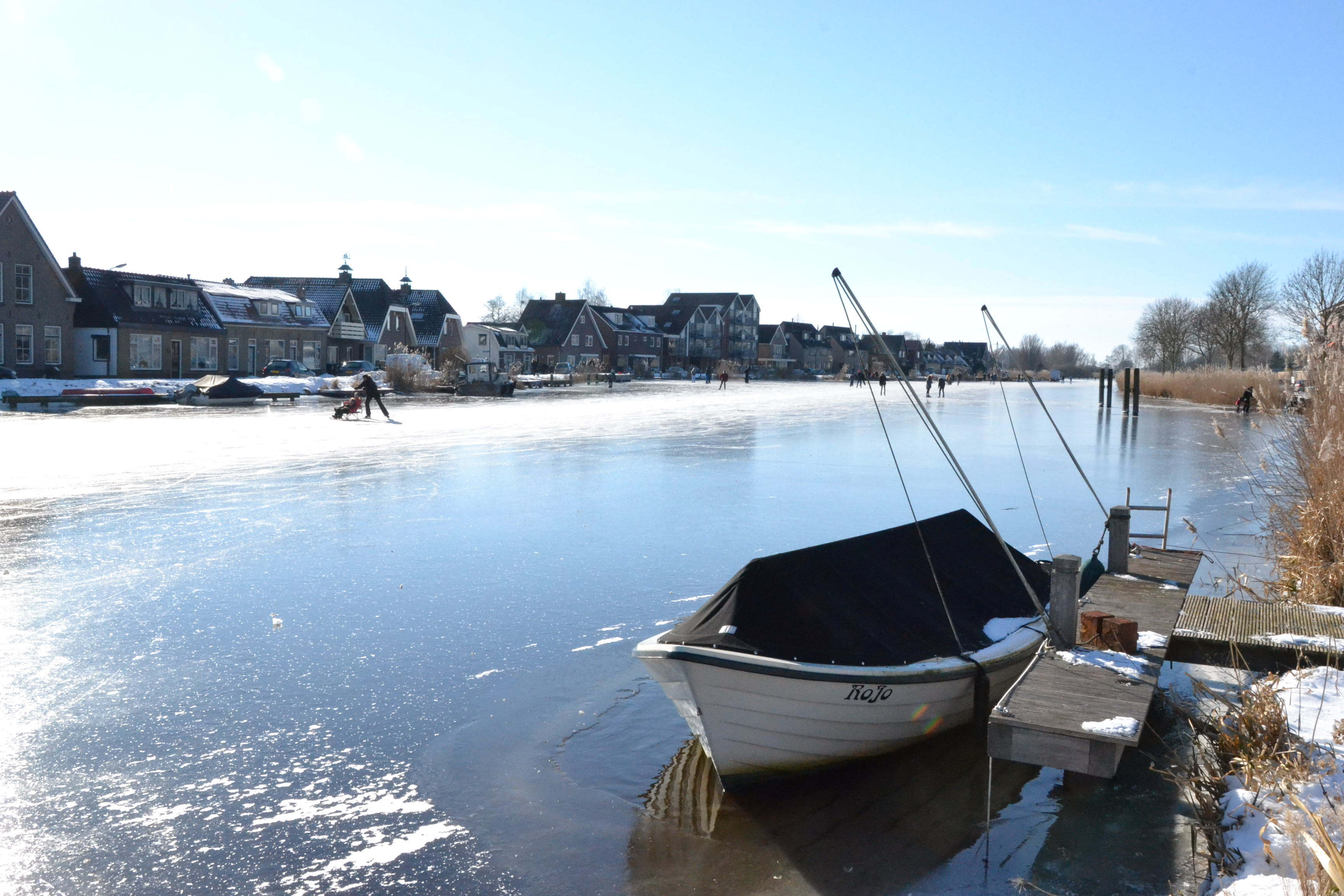
Schaatsers op de Amstel in Uithoorn

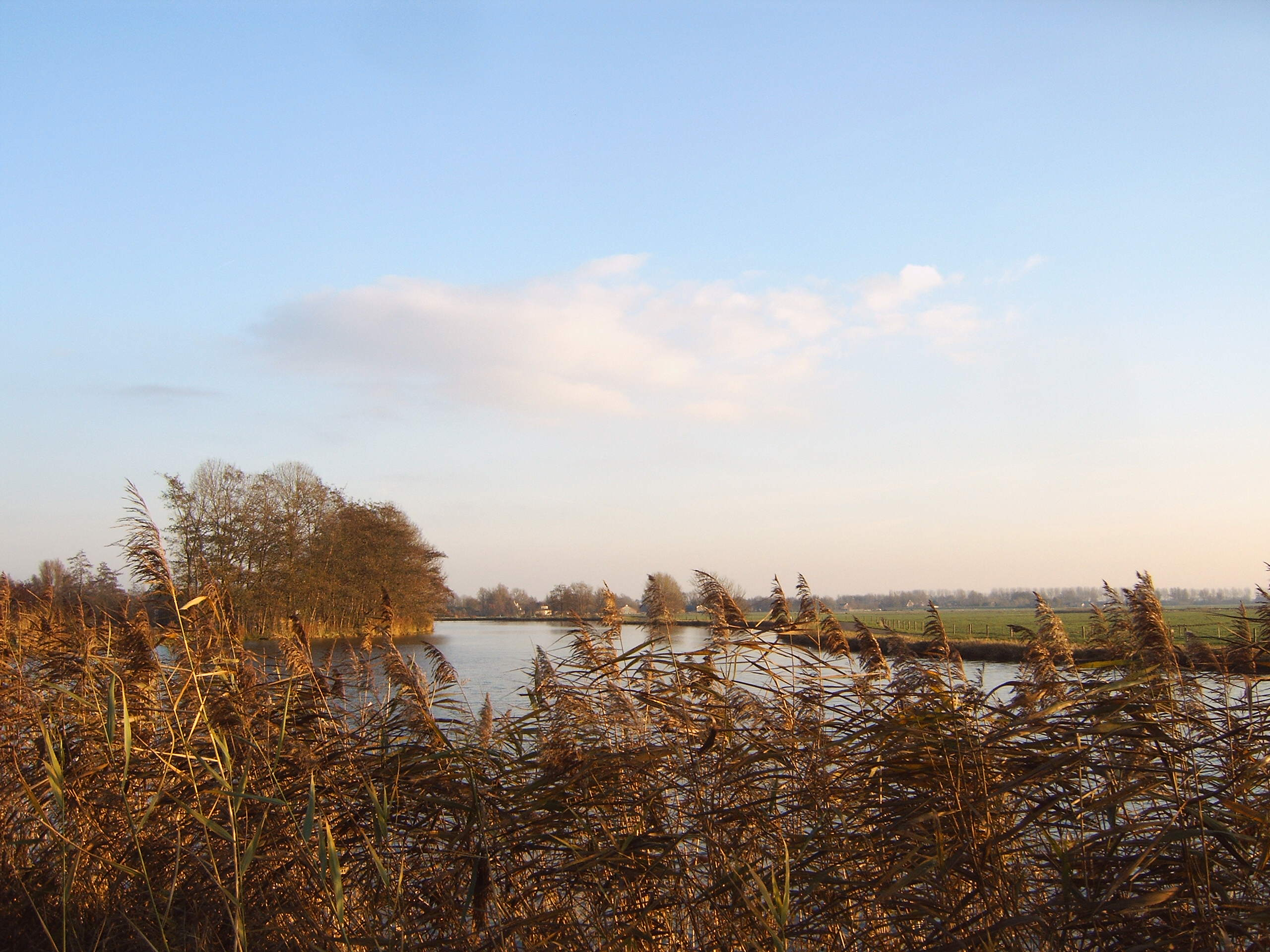
De Amstel ten zuiden van Uithoorn

De Amstel is een gekanaliseerde rivier in het zuiden van Noord-Holland, voor een deel op de grens van Noord-Holland met Zuid-Holland en Utrecht. Het gebied langs de rivier wordt aangeduid als Amstelland. Amsterdam heeft zijn naam te danken aan de Amstel.

## Loop van de rivier
De Amstel begon oorspronkelijk bij de samenvloeiing van de Drecht en de Kromme Mijdrecht, iets ten zuidwesten van Uithoorn (dat ook Uithoorn aan de Amstel genoemd wordt). Door kanalisatie en aanleg van het Amstel-Drechtkanaal in 1825 is het gedeelte tussen Uithoorn en Ouderkerk aan de Amstel onderdeel van dit kanaal geworden.
Dit kanaal begint bij de Tolhuissluis bij de samenkomst van de Drecht en het Aarkanaal, iets ten noordwesten van Nieuwveen, en loopt via Uithoorn naar Ouderkerk aan de Amstel waar de Bullewijk erin uitmondt. Vanaf daar tot in Amsterdam heet het water officieel nog steeds Amstel. Het deel van het Aarkanaal tot de Bullewijk is 18,5 km lang, vanaf daar tot de monding meet het water 12,5 km.
Behalve de Kromme Mijdrecht en de Bullewijk mondt het riviertje de Waver in de Amstel uit, bij het westelijkste punt van de polder de Ronde Hoep en gelegen tussen Nessersluis en Nes aan de Amstel.

### Amsteleiland
Stroomopwaarts even na Ouderkerk ten zuiden van de huidige brug van de A9 maakte de Amstel een scherpe bocht. Hier is de Amstel in de 18e eeuw rechtgetrokken en is het Amsteleiland ontstaan. Hier bevond zich een scheepswerf die inmiddels is ontruimd. Na sanering van de vervuilde grond werd het eiland bouwrijp gemaakt en kreeg het een woonbestemming.

## Geschiedenis
Archeologisch onderzoek heeft aangetoond dat de huidige Amstel mogelijk al een voorloper had in de vorm van een kreek die aftakte van het Oer-IJ, dat aanvankelijk bij Castricum in verbinding stond met de Noordzee. Voorts is de Amstel via de Angstel en de Vecht een restant van een noordelijke arm van de Rijndelta.
In de Middeleeuwen, vanaf ongeveer het jaar 1000, begon de bevolking vanaf de rivier het veen te ontginnen: het veenland werd in gebruik genomen voor agrarische doeleinden. De Bisschop van Utrecht was hierin een drijvende kracht. De oudste nederzetting aan de Amstel is waarschijnlijk Ouderkerk, dat zo'n twee eeuwen ouder is dan Amsterdam.
Later werd ook turf gewonnen; de afgestoken veengrond werd tot turf verwerkt en als brandstof gebruikt. Zo ontstond waarschijnlijk rond het begin van de dertiende eeuw in het veengebied ten westen van Ouderkerk het veenwerkersgehucht Amstelveen. Het gebied ten oosten van de Amstel werd Ouder-Amstel, het gebied ten westen werd Nieuwer-Amstel.
Er is een theorie dat de benedenloop van de Amstel voor de twaalfde eeuw anders liep. Door het inklinken van het veen daalde de bodem van het Amstelland en draaide de stroomrichting van de Amstel naar het oosten, om via het Diemermeer een uitweg naar de Zuiderzee te zoeken. Daar was de uitwatering niet optimaal. De veronderstelling dat het deel tussen de Omval nabij het Amstelstation – de plek waar de rivier afboog naar het Diemermeer – en de Blauwbrug gegraven zou zijn wordt door archeologisch onderzoek weerlegd. In diepere grondlagen ligt sediment dat wijst op oude rivierafzettingen.
Na enkele stormvloeden in de 12e eeuw, waarvan vooral de Allerheiligenvloed in 1170 en de Sint-Nicolaasvloed in 1196 een grote impact hadden, kwam de Amstel via het IJ en de Zuiderzee in open verbinding te staan met de Noordzee, waardoor de wateroverlast langs de oevers toenam. Langs de oevers van het IJ en de Zuiderzee werden vervolgens dijken gebouwd en ook dammen in de riviertjes die daarin uitmondden. In het derde kwart van de 13e eeuw werd ook een dam gelegd (onder de huidige Dam) nabij de samenvloeiing van de Amstel en het IJ.
Door de nieuw ontstane waterverbindingen ontwikkelde zich langs de oevers van de Amstel een gunstige locatie voor het ontstaan van een handelsnederzetting, die in de loop der eeuwen sterk zou groeien. De oudste vermelding van "Amstelredam" dateert van 27 oktober 1275; kort na 1300 verwierf deze plaats stadsrechten van de bisschop van Utrecht.
Het dorp groeide uit tot het stadje Amsterdam, dat door zijn ligging aan de Zuiderzee met verbinding over zee naar Duitsland en Scandinavië enerzijds en de zuidelijke rivierverbinding met Dordrecht en Antwerpen anderzijds, vanaf de 14e eeuw steeds belangrijker werd.
Oorspronkelijk mondde de rivier via het huidige Rokin en Damrak uit in het IJ, nu eindigt de Amstel in de binnenstad van Amsterdam bij het Muntplein. Het laatste stuk van de straat langs de Amstel in Amsterdam heet ook wel Binnen Amstel. De noordelijke oever van het laatste stuk heet echter sinds 1913 's-Gravelandseveer. Via duikers onder het gedempte deel van het Rokin en de Dam stroomt het water overigens nog altijd via het Damrak het IJ in, hoewel het meeste via de Amsterdamse grachten wordt omgeleid.
Het gebied rond de rivier de Amstel heet vanouds het Amstelland. Ook heette het waterschap hoogheemraadschap Amstelland tot de fusie met Gooi en Vechtstreek tot hoogheemraadschap Amstel, Gooi en Vecht.
Op initiatief en naar ontwerp van mathematicus en burgemeester Johannes Hudde werden in 1673 tussen de Prinsengracht en de Singelgracht de Amstelsluizen gebouwd. Om de waterverversing van de getijrivier de Amstel en de Burgwallen te verbeteren werden deze sluizen aangelegd. Dit om de sterk toegenomen vervuiling van Amstel en grachten tegen te gaan, na de vergroting van de grachtengordel met de vierde uitleg. Met deze uitbreiding kwam de Amstel tussen de Blauwbrug en de Hogesluis binnen de stad te liggen. De aanvankelijk onregelmatige oevers werden rechtgetrokken en van kademuren voorzien. De uitvoering was ook in handen van Hudde, in samenwerking met Gerard Hasselaer en Cornelis van Oudshoorn.
In de 17e en 18e eeuw stonden er vele buitenverblijven van rijke Amsterdammers langs deze rivier. De meeste hiervan zijn inmiddels verdwenen. Drie oude landhuizen langs de Amsteldijk bestaan nog: Amstelrust, Wester-Amstel en Oostermeer. In de Rivierenbuurt zijn naar voormalige buitenhuizen in deze omgeving twee pleinen (en straten) vernoemd: Borssenburgplein en Meerhuizenplein.
In de 20e eeuw breidde de stad zich in zuidelijke richting uit, waardoor de Amstel tussen de Omval en de Hogesluis nu ook door stadswijken omzoomd wordt. Naast de functie in de waterbeheersing heeft de Amstel nog steeds een rol in het scheepvaartverkeer voor bedrijven langs het Amstel-Drechtkanaal en verder richting Zuid-Holland en voor de recreatieve vaart, onder meer voor het roeien.
Tijdens de uitgesproken warme en droge zomer van 2003 dreigde watergebrek omdat in het Groene Hart grote hoeveelheden boezemwater werd ingelaten in de polders. Voor het eerst in de geschiedenis werd toen besloten de stroomrichting van de Amstel om te draaien om daarmee water uit het IJmeer naar de Rijnlandse boezem in Zuid-Holland te voeren via de zogenaamde Tolhuissluisroute (Singelgracht - Amstel - Amstel-Drechtkanaal - Tolhuissluis) naar de Rijnlandse boezem in het Aarkanaal. Het gemaal Zeeburg pompte het water nu naar de Amstel, waarvoor de sluizen in de binnenstad moesten worden gesloten. De rivier stroomde toen dus tijdelijk zuidwaarts.

## Bruggen over de Amstel
Een aantal bekende Amsterdamse bruggen ligt over de Amstel. Van noord naar zuid:
- Halvemaansbrug
- Blauwbrug
- Magere Brug
- Hogesluis
- Torontobrug
- Nieuwe Amstelbrug (of Ceintuurbaanbrug)
- Berlagebrug
- Utrechtsebrug
- Rozenoordbrug

Zie ook: Bruggen van Amsterdam.
Verder stroomopwaarts zijn er in het Amstel-Drechtkanaal nog de volgende bruggen:
- Brug over de Amstel in Ouderkerk
- Brug A9
- Busbrug Uithoorn (voormalige spoorbrug)
- Prinses Irenebrug (Uithoorn) tussen Uithoorn en Amstelhoek
- Brug Vrouwenakker tussen de Kwakel en Vrouwenakker

### Voormalig
- Lange Brug (tot 1937)
- Noodbrug naast Brug Ouderkerk (1969-1976)

## Aquaduct
In mei 2014 werd ten noorden van Uithoorn en Amstelhoek een aquaduct ingebruik genomen waardoor hier een ongelijkvloerse kruising met de gelijktijdig geopende omgelegde N201 ontstond. Het aquaduct kreeg de naam Amstel Aquaduct.

## Sluizen
Ter hoogte van Theater Carré in het centrum van Amsterdam tussen de Magere Brug en de Hogesluis bevinden zich de Amstelsluizen.

## Veren over Amstel en Amstel-Drechtkanaal
- Tussen de Amsteldijk Noord nabij de Borcht en de Ouderkerkerdijk vaart overdag in de zomer een veer voor voetgangers en fietsers genaamd Smient.
- Tussen Ouderkerk en het Amstelveense gedeelte van Ouderkerk vaart in de zomer op zondag het Jan Coevertveer, een handbediende kabelpont
- Ter hoogte van de Kalfjeslaan steekt een voet- en fietsveer de Amstel over.
- Tussen de Ronde Hoep en de Nesserlaan vaart overdag in de zomer het door Groengebied Amstelland geëxploiteerde veer genaamd Fuut, uitsluitend voor voetgangers en fietsers.
- Tussen Nes aan de Amstel en Nessersluis vaart dagelijks tot 20.00 uur de kettingpont Nessersluis 3 voor alle verkeer.

Tijdens de renovatie van de Nieuwe Amstelbrug tussen 1983 en 1986 voer uitsluitend voor voetgangers en fietsers ten zuiden van de te vernieuwen brug het veerpontje de Assistent.
Voor de bouw van de Utrechtsebrug was er een Gemeenteveer tussen de Amsteldijk en de Zuidergasfabriek. Dit werd opgeheven in 1956 nadat deze brug voor verkeer werd opengesteld.

## Wegen langs de oevers
De naam van de wegen en paden langs de oevers hebben verschillende namen en hebben in de stroomrichting van de Amstel gezien de volgende namen: (Zie ook Lijst van straten in Amsterdam)

### Rechteroever
- Nieuwveens Jaagpad
- Ruigekade
- Mennonietenbuurt
- Amstelkade
- Nessersluis
- Ronde Hoep West
- Achterdijk
- Hoger Einde-Noord
- Ouderkerkerdijk
- Buitenweg
- Ouderkerkerdijk
- Korte Ouderkerkerdijk
- Weesperzijde
- Amstel
- 's-Gravelandseveer

### Linkeroever
- Jaagpad
- Amsteldijk Zuid (Uithoorn)
- Marktplein
- Wilhelminakade
- Amsteldijk Noord (Uithoorn)
- Amsteldijk Zuid (Amstelveen)
- Amstelzijde
- Amsteldijk Noord (Amstelveen)
- Amsteldijk (Amsterdam)
- Amstel
- (Binnen) Amstel

## De Amstel in de kunst
Enkele kunstschilders die de Amstel in kunstwerken hebben weergegeven:
- Aert van der Neer - (1603-1677)
- Rembrandt van Rijn - (1606-1669)
- George H. Breitner - (1857-1923)
- Willem Witsen - (1860-1923)
- Piet Mondriaan - (1872-1944)
- Hendrik Jan Wolter - (1873-1952)
- Frans Koppelaar - (1943- )

Naar drie van deze schilders zijn drie hoge kantoorgebouwen aan de Omval genoemd: Rembrandttoren, Breitnertoren en Mondriaantoren. Een standbeeld van Rembrandt staat langs de Amstel bij de Kalfjeslaan.

## Roeiwedstrijden op de Amstel
Ieder voorjaar worden op de Amstel twee grote roeiwedstrijden gehouden:
- Novembervieren - 4 kilometer roeiwedstrijd op De Amstel
- Heineken Roeivierkamp - vier afstanden in twee dagen
- Head of the River Amstel - moeder van alle roeiwedstrijden met duizenden deelnemers

## Vernoemd naar de Amstel
- Amstel III (bedrijventerrein in Amsterdam Zuidoost)
- Amstel Academie opleidingsschool van  het VUmc
- Amstel Bier (thans onderdeel van Heineken)
- Amsteldok (kantoorgebouw in Amsterdam)
- Amsteldijk (Amstelveen)
- Amsteldijk (Amsterdam)
- Amstelgracht (Amsterdam)
- Amstelgracht (schip)
- Amstelhoek
- Amstelhof (buurt)
- Amstelhof (gebouw) (thans H'ART Museum, voormalige Hermitage Amsterdam)
- Amstel Hotel (vijfsterrenhotel)
- Amstelkade (kade in Amsterdam)
- Amstelkanaal (gracht in Amsterdam)
- Amstelkerk (Amsterdam) voormalige houten kerk, thans kantoor stadsherstel
- Amstelkerk (Ouderkerk aan de Amstel)
- Amstelkwartier (buurt in Amsterdam)
- Amstelland (gebied rond de rivier)
- Amstelland-Meerlanden
- Amstellanen (Amsterdam)
- Amstellyceum voormalige middelbare school aan de Mauritskade
- Amstelodamum (genootschap in Amsterdam)
- Amstelpark (park in Buitenveldert, langs de Amstel)
- Amstelplein (Amsterdam)
- Amstelplein (Uithoorn)
- Amstel Quartet (saxofoonkwartet)
- Amstelrust (hofstede/buitenplaats in Amsterdam)
- Amstelscheg (groene bufferzone bij Amstelveen en Amsterdam)
- Amstelsluizen (tussen de Prinsengracht en de Singelgracht)
- Amstelstation (spoor- en metrostation)
- Amstelstraat (Amsterdam)
- Amstel Tower (wolkenkrabber in Amsterdam)
- Amsteltram (tramlijn Amsterdam-Zuid - Uithoorn)
- Amsteltrein (smalspoorlijn in Amsterdam)
- Amstelveen
- Amstelveld (plein in Amsterdam)
- Amsterdam
- Nieuwe Amstelbrug
- Nieuwe Amstelstraat (Amsterdam)
- Nieuwer-Amstel (gemeente; sinds 1964 Amstelveen)
- Ouder-Amstel (gemeente)
- Overamstel (Amsterdam)
- Overamstel (metrostation)
- Overamstelpolder
- Waterschap Amstel, Gooi en Vecht
- Ziekenhuis Amstelland in Amstelveen
- Zuideramstel (voormalig Amsterdams stadsdeel)